# Phoroncidia pukeiwa
Phoroncidia pukeiwa là một loài nhện trong họ Theridiidae.
Loài này thuộc chi Phoroncidia. Phoroncidia pukeiwa được Brian John Marples miêu tả năm 1955.